# モニュメント

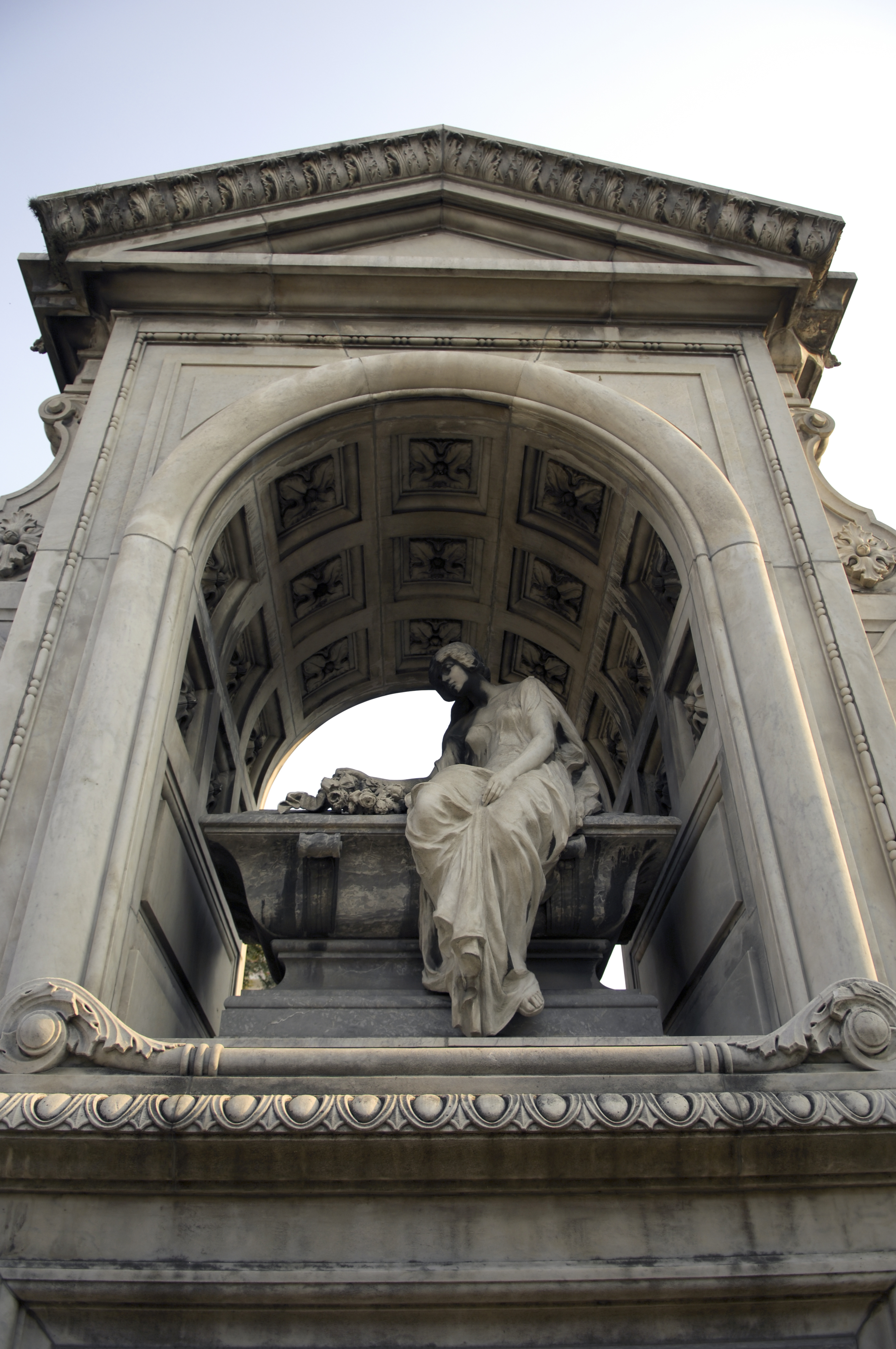
モニュメント

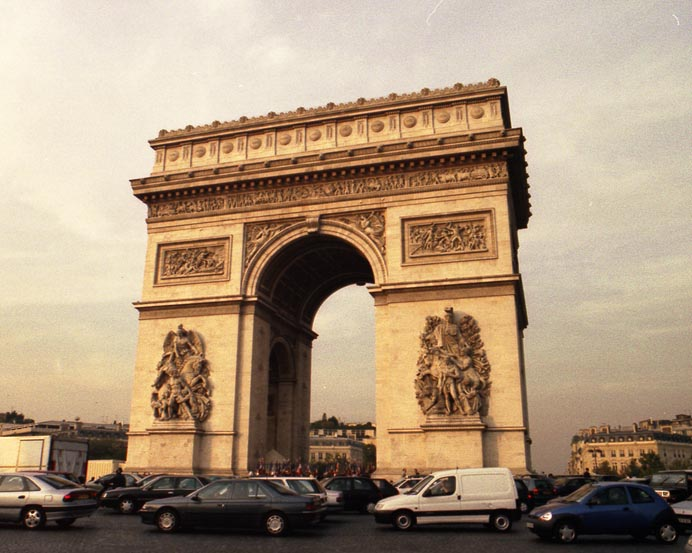
戦勝のモニュメントではもっとも有名なエトワール凱旋門

モニュメント (monument) は、記念碑、記念建物、記念館、銅像、慰霊碑、忠魂碑、忠霊塔など、何かを記念したり称えたりするために作られた有形の作品のこと。

## 概説
国や地域、事象等の象徴性を示すものや戦争、独立記念日等の事象、集団を祀る象徴的、特徴的場所を示すといった目的があり、形態もピラミッド、凱旋門、銅像、彫刻など多岐にわたる。こうしたモニュメントの存在が都市や街のイメージをつくり、ランドマークともなる。
また貢献度の高い個人を称えるものなどとして、支配者、軍人、聖職者などが、生前の功績をたたえられて没後に立てられたり、あるいは本人が生前に業績を自画自賛して立てたりすることもある。
エジプトのピラミッドのように、農作業のできない雨季の公共事業として、王が自らの墓所として生前に建設させたようなものもある。さらに、戦勝記念碑として建てられた凱旋門、終戦記念碑のようなものもある。そして、近代国民国家の戦争の戦没者を記念・追悼するには、無名戦士の墓、無名戦士の碑、戦没者墓苑、戦没者記念碑などのような記念・追悼施設がある。慰霊碑、忠魂碑、招魂社（護国神社と靖国神社の前身）のようなものは戦没者追悼（＝記念）あるいは戦死した軍人を賛美するために作られ、近代国民国家の戦争動員という役割も果たした。
都市の中でのこうしたモニュメントの果たす役割が、時代と共に変化し、また中心的なモニュメントが世代交代するなど、美学からの議論はウィーンの美術史家、ハンス・ゼードルマイヤーの『中心の喪失』（1948年）に詳しい。

## 建立論争問題
建立がふさわしいものかどうかや、日本の自治体が地方公会計より支出して建立されるものに関して税金の無駄遣いと論争になるケースがある。
主なものは下記の通り。

### 建立がふさわしいかどうか論争
平成時代
- 北島三郎「函館の女」歌碑 - 本曲に函館山が登場することから、1992年（平成4年）に同山山頂に歌碑が建てられる予定だったが、反対運動にあい延期となった[1][2][3]

### 税金の無駄使い論争
平成時代
- イカモニュメント (函館市) - 北海道函館市がふるさと創生事業交付金（1億円）の一部を活用して制作したイカのモニュメント。理由は観光資源にならないから[4]。
- モニュメント21 - 群馬県庁前にあった未完成のモニュメント[5]。理由は外壁に刻んでいく群馬県内で生まれた子供の氏名が個人情報保護の観点から問題があり[6][7]、膨大な借金が生まれ、子供たちの負担になるから（市民オンブズマン群馬）[8]

令和時代
- イカキング - 石川県能登町が新型コロナウイルス感染症対策の臨時交付金（新型コロナウイルス感染症対応地方創生臨時交付金）を活用して制作したイカのモニュメント。理由は新型コロナウイルス対策と無関係[9]、再塗装費用として5年ごとに150万円かかる[10]、町執行部と議会のなれ合いによる安易な決定（中日新聞社）[11]
- 晴海ふ頭公園「TOKYO」ワードマークモニュメント - 東京都晴海ふ頭公園に設置の「TOKYO」とデザインされたモニュメント[12]。2024年（令和6年）3月30日完成[13]